# 20200 Donbacky
20200 Donbacky (1997 DW) là một tiểu hành tinh vành đai chính được phát hiện ngày 28 tháng 2 năm 1997 bởi M. Tombelli và G. Forti ở Montelupo.